# Carlos Molinero Varela
Carlos Molinero Varela (1972) és un guionista i escriptor espanyol. Es va formar en el món de la literatura en el Taller d'Escriptura de Madrid d'Enrique Páez i estudià guionatge a l'Escola de Cinema de la Comunitat de Madrid (ECAM). Després d'escriure els guions d'algunes sèries de televisió com Querido maestro (1998) i Fernández y familia (1998), el 2001 va debutar com a director de cinema amb Salvajes amb la que fou nominat al Goya al millor director novell i fou guardonat amb el Goya al millor guió adaptat, que va compartir amb Jorge Juan Martínez, Clara Pérez Escrivá i Lola Salvador Maldonado.
El 2004 va escriure el guió de Cosas que hacen que la vida valga la pena de Manuel Gómez Pereira i ha escrit guions d'episodis de les sèries Paco y Veva (2004), Quart (2007), El comisario (2011), la fuga (2012), Las aventuras del capitán Alatriste (2015), Cuéntame cómo pasó (2017), Fugitiva (2018) i Brigada Costa del Sol (2019). El 2006 va dirigir el documental La niebla en las palmeras, que fou nominada al premi del jurat del Festival de Cinema de Tribeca. També va participar al Festival Internacional de Cinema Fantàstic de Sitges amb els curtmetratges Marta juega sola (2015) i 1 minuto 30 segundos (2019). També va rebre un Premis Iris 2011 pels seus guions a Cuéntame cómo pasó
El 2014 va escriure la novel·la Verano de Miedo, que fou guardonada amb el Premi Minotauro.